# Adolf Naef
Adolf Naef (1 de mayo de 1883-11 de mayo de 1949) fue un zoólogo  y paleontólogo suizo quién trabajó principalmente con cefalópodos. Aunque luchó contra la política académica a lo largo de su carrera y las difíciles condiciones durante Primera  y Segunda Guerra Mundial, su trabajo tuvo influencias duraderas en los campos de la Filogenética, morfología, y embriología.

## Vida
Naef nació en Herisau, Suiza, sus padres fueron Martin y Berta. En 1904, comenzó a estudiar filosofía y literatura en la Universidad de Zúrich, pero pronto cambió a ciencias naturales. Graduado en 1908, comenzó un doctorado bajo la guía de Arnold Lang (1855-1914), un profesor  de la Universidad de Jena y amigo cercano de Ernst Haeckel así como un colega de Anton Dohrn.
Naef Visitó la Estación Zoológica Anton Dohrn, en Nápoles, Italia en 1908. A pesar de que inicialmente planeó recoger huevos de una variedad de animales,  terminó estudiando la embriología del calamar Loligo vulgaris. Publicó su disertación un año más tarde.
En 1910, Naef aceptó un puesto de científico visitante permanente en la Estación Zoológica, donde comenzó a trabajar en una monografía de cefalópodos que había sido iniciada por Giuseppe Jatta. Ocupó un puesto docente simultáneo en la Universidad de Zúrich, trabajando de forma remota desde Nápoles. Durante la Primera Guerra Mundial, las condiciones en Italia se deterioraron hasta que finalmente Naef decidió regresar a Zúrich.
Después de lograr una cátedra en la Universidad de Zagreb en 1922, Naef cambió el foco primario de su trabajo a vertebrados. Sin embargo, regresó a la Estación Zoológica de Nápoles en 1926 para completar su monografía sobre cefalópodos, que se publicó en dos partes en la serie Fauna und Flora des Gulfes von Naples und der Adjacent Meers-Abschitte serie que formó la base de sus dos breves pero significativas monografías sobre teoría sistemática.
En 1927 Naef se convierte en profesor de Zoología en la Universidad de Cairo, y en 1929 en Director del Departamento de zoología. Esperaba que este puesto fuera temporal hasta que pudiera encontrar trabajo en una universidad europea. De hecho, en 1931 Naef estuvo a punto de ser contratado como catedrático de zoología en la Universidad de Basle, pero el puesto fue dado a Adolf Portmann. Planeó un libro de texto completo de zoología de vertebrados, pero su trabajo en el proyecto se vio sofocado por el aislamiento de las regulaciones gubernamentales durante la Segunda Guerra Mundial.
Después de la guerra, Naef intentó continuar con sus publicaciones. Pronto, sin embargo,  desarrolló cáncer pancreático. Regresó a Zúrich en 1949 y murió el 11 de mayo.
Naef estuvo casado tres veces: primero, con Elisabeth Rosenbaum desde el 30 de marzo de 1907. Su hija Gerda nació el 25 de diciembre del mismo año. En 1909, Elisabeth empezó a estudiar medicina en la Universidad de Zúrich; ella y Naef se divorciaron en 1910. El   segundo matrimonio de Naef comenzó poco  después, también acabando en divorcio, en 1915. En 1917 conoce a su tercera mujer, Maria Bendiner, y a pesar de que no se casarían hasta  1924, este matrimonio duró hasta que Naef murió. La pareja tuvo dos hijas.

## Sistemática
Junto con sus mentores y compañeros, Naef aceptó fácilmente la teoría de la descendencia con modificaciones de Darwin y aceptó el desafío de comprender las relaciones evolutivas entre los organismos. Argumentó que las observaciones morfológicas directas forman la base necesaria para la sistemática. Naef describió su enfoque como Systematische Morphologie, cuyos detalles esbozó ya en 1913:
"La filogenética y la sistemática natural tratan con el mismo material fáctico, y aunque cada una tiene diferentes conceptos básicos, ambas disciplinas pueden unirse en un solo concepto porque sus objetos son muy similares. Por lo tanto, he propuesto el nombre de 'morfología sistemática' para este concepto. Se pretende mostrar que existe una relación interna entre la sistemática natural y la morfología (comparativa).”
La preocupación de Naef era el descubrimiento de la clasificación natural, en oposición a la artificial, un problema examinado en detalle por Augustin Pyrame de Candolle Naef Lo expresó de la siguiente forma:
"Durante décadas, la filogenética careció de una base metodológica válida y se desarrolló sobre el tronco podrido de una tradición marchita enraizada en la morfología idealista y la sistemática de los tiempos predarwinianos. Se habló de "tacto" sistemático y de "instinto" morfológico, términos que se sentían más que se entendían y, por consiguiente, eran insuficientes para formar el marco de una ciencia que requería definiciones sólidas y principios claramente formulados."
Y así nació Systematische Morphologie, quizás los comienzos de la cladística, en su forma más general. Hacia el final de su carrera, Naef publicó varios relatos detallados de Systematische Morphologie, incluido un resumen sucinto en la segunda edición de Handwörterbuch der Naturwissenschaften, muy leída. Este trabajo influyó fuertemente en Willi Hennig, quien desarrolló una filosofía similar pero no estuvo de acuerdo con Naef sobre la primacía de la observación directa a favor de perseguir la "verdadera naturaleza" metafísica de la filogenética.

## Cefalópodos

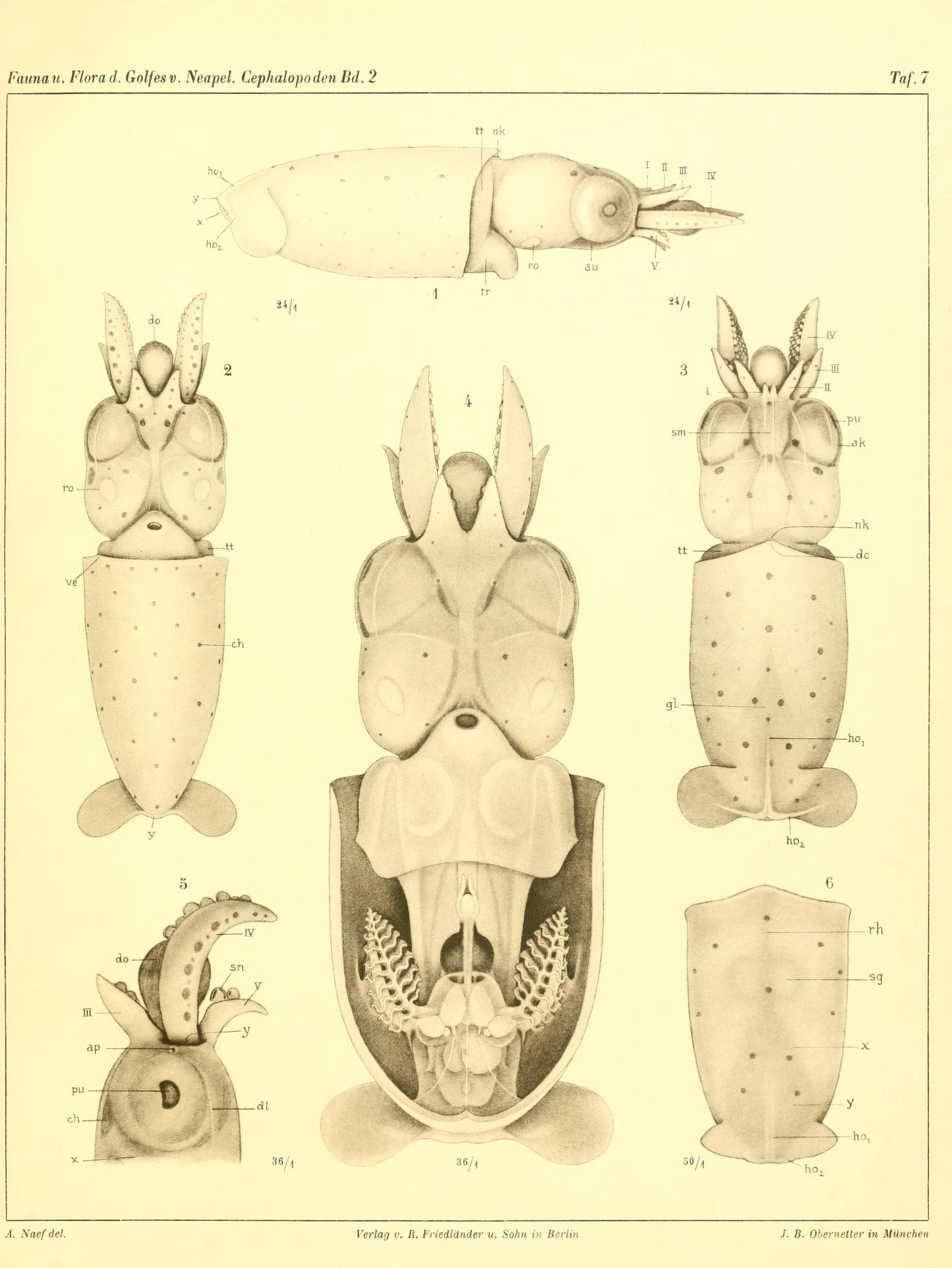
Anatomía embrionaria del calamar Loligo. Adolf Naef Die Cephalopoden, 1921

Fue la fascinación permanente de Naef con la evolución y la sistemática lo que lo llevó al estudio de los cefalópodos. Invitado por Dohrn para completar una monografía sobre cefalópodos, aprovechó este proyecto como una oportunidad para poner en práctica sus propias teorías sistemáticas.
Su objetivo era construir la primera filogenia completa para cualquier grupo individual, un propósito que los cefalópodos cumplieron bien. Este grupo contiene relativamente pocas especies (en comparación con, por ejemplo, los gasterópodos) que abarcan una diversidad morfológica relativamente alta, material ideal para el sistemático. Naef también descubrió que la embriología y la paleontología de los cefalópodos eran bastante susceptibles de estudiar.
Aunque Naef no profesaba un "interés especial" en los cefalópodos, su trabajo avanzó significativamente en el conocimiento científico del grupo y mantuvo una conexión con los estudios de cefalópodos a lo largo de su carrera. Describió docenas de nuevas especies, géneros y familias, tanto vivos como fósiles, y creó el primer cuadro de etapas embrionarias de cefalópodos, que todavía se usa en la actualidad.
La hipótesis de Naef  sobre la evolución de los cefalópodos continúa informativa en tiempos contemporáneos. Encontró evidencia de aletas en belemnites casi cien años antes de que finalmente se probara su existencia, y fue el primero en proponer que los calamares modernos evolucionaron directamente de belemnites. Después de un período de escepticismo, esta idea ha cobrado impulso recientemente. Sin embargo, la sugerencia de Naef de que los argonautas podrían haber evolucionado a partir de los amonoides ha sido refutada.
En 1930, el género extinto de espirúlidos, Naefia fue nombrado en su honor por el paleontólogo Walter Wetzel.l.

## Publicaciones
- - Naef, A. (1909). Die Organogenese des Cölomsystems und der zentralen Blutgefässe von Loligo. Jenaische Zeitschrift für Naturwissenschaft, 45, N.F. 38:221—266.
  - Naef, A. (1909). Die Organogenese des Cölomsystems und der zentralen Blutgefässe von Loligo. Inaugural-Dissertation, Univers. Zurich, 46pp.
  - Naef, A. (1917). Die individuelle Entwicklung organischer Formen als Urkunde ihrer Stammesgeschichte: (Kritische Betrachtungen über das sogenannte “biogenetische Grundgesetz”). Verlag von Gustav Fischer, Jena.
  - Naef, A. (1919). Idealistische Morphologie und Phylogenetik (zur Methodik der systematischen). Verlag von Gustav Fischer, Jena.
  - Naef, A. (1972). Cephalopoda. Fauna and Flora of the Bay of Naples (Fauna und Flora des Golfes von Neapel und der Angrenzenden Meers-Abschitte), Monograph 35, Part I, [Vol. I], Fascicle I. Smithsonian Institution Libraries, Washington.
  - Naef, A. (2000). Cephalopoda. Embryology. Fauna and Flora of the Bay of Naples [Fauna und Flora des Golfes von Naepel]. Monograph 35. Part I, Vol. II [Final part of the Monograph No. 35], pp. 3–461. Washington, Smithsonian.
  - Naef, A. (1909). Die Organogenese des Cölomsystems und der zentralen Blutgefässe von Loligo. Jenaische Zeitschrift für Naturwissenschaft, 45, N.F. 38:221—266.
  - Naef, A. (1909). Die Organogenese des Cölomsystems und der zentralen Blutgefässe von Loligo. Inaugural-Dissertation, Univers. Zurich, 46pp.
  - Naef, A. (1917). Die individuelle Entwicklung organischer Formen als Urkunde ihrer Stammesgeschichte: (Kritische Betrachtungen über das sogenannte “biogenetische Grundgesetz”). Verlag von Gustav Fischer, Jena.
  - Naef, A. (1919). Idealistische Morphologie und Phylogenetik (zur Methodik der systematischen). Verlag von Gustav Fischer, Jena.
  - Naef, A. (1972). Cephalopoda. Fauna and Flora of the Bay of Naples (Fauna und Flora des Golfes von Neapel und der Angrenzenden Meers-Abschitte), Monograph 35, Part I, [Vol. I], Fascicle I. Smithsonian Institution Libraries, Washington.
  - Naef, A. (2000). Cephalopoda. Embryology. Fauna and Flora of the Bay of Naples [Fauna und Flora des Golfes von Naepel]. Monograph 35. Part I, Vol. II [Final part of the Monograph No. 35], pp. 3–461. Washington, Smithsonian.